# 293省道 (广东)
293省道(又名疏港大道)是湛江市一条公路。 
- 起点:湛江港第一、第二作业区规划中的港前大道中部
- 终点:田寮村东侧(接 228国道、 325国道)

途经
- 湖光镇
- 湖光岩风景区
- 湛江海洋大学北侧
- 麻章区规划新区

修通将会接通
- 373省道
- 374省道
- 与粤海铁路相连

路线全长30.3公里，采用一级公路技术标准，计算行车速度100公里/小时，路基宽度25.5米，双向四车道。水泥砼路面。桥涵与路基同宽，项目总投资约2.5亿元。
根据2017年的省道网规划，S293已调整为廉江石角至东筒公路。

## 资料来源
- 南方网（页面存档备份，存于）

1. ↑  广东省交通运输厅.  (PDF). 2017-02-27  [2023-05-10]. （原始内容存档 (PDF)于2021-05-24）.